# Breda A.7
Breda A.7 là một loại máy bay trinh sát phát triển ở Ý, nó được trang bị cho Regia Aeronautica vào năm 1929.

## Biến thể
- Các mẫu thử A.7L
- A.7
- A.7 Raid (sau là A.16 hoặc Ba.16)

## Quốc gia sử dụng
- Italy
  - Regia Aeronautica

## Tính năng kỹ chiến thuật (A.7)

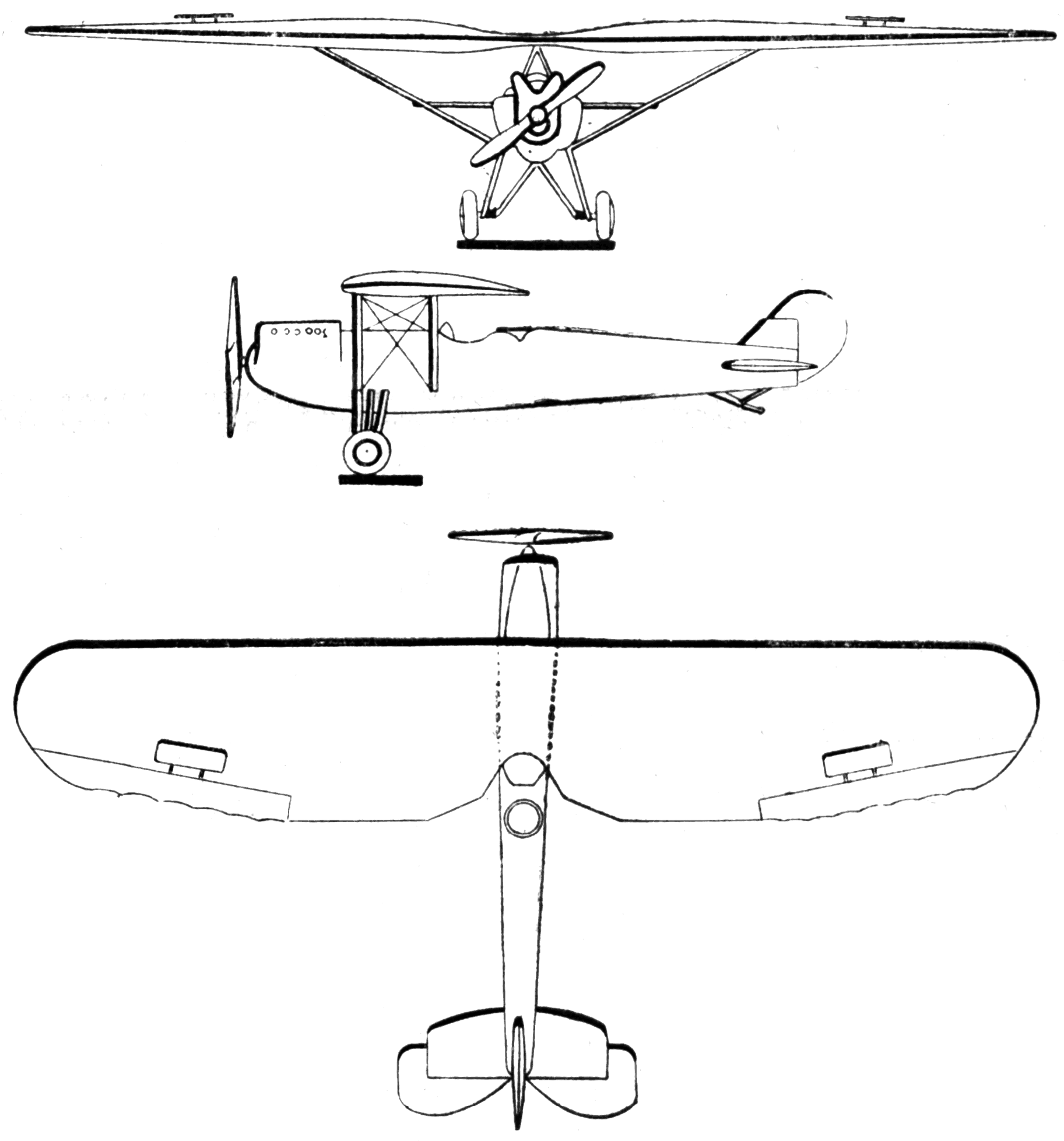
Breda A.7

Đặc điểm tổng quát
- Kíp lái: 2
- Chiều dài: 9,22 m (30 ft 3 in)
- Sải cánh: 15,18 m (49 ft 10 in)
- Chiều cao: 3,14 m (10 ft 4 in)
- Diện tích cánh: 43,0 m2 (463 ft2)
- Trọng lượng rỗng: 1.500 kg (3.307 lb)
- Trọng lượng có tải: 2.500 kg (5.511 lb)
- Powerplant: 1 × Isotta-Fraschini Asso, 380 kW (510 hp)

Hiệu suất bay
- Vận tốc cực đại: 235 km/h (146 mph)
- Tầm bay: 1.200 km (746 dặm)
- Trần bay: 6.500 m (21.325 ft)
- Vận tốc lên cao: 4,6 m/s (905 ft/phút)

Vũ khí trang bị
- 1 × Súng máy Lewis.303 inch